# 원정한
원정한(元鼎漢, 1875년 음력 3월 23일 ~ ?)은 대한제국과 일제강점기의 관료이다.

## 생애
1901년에 판임관 6등의 탁지부 주사로 임명된 이래 대한제국 말기에 경제 관료로 근무했다. 1904년에 판임관 4등에 올랐고, 1907년에는 탁지부 서기랑이 되었다. 1908년에 탁지부 재무서 관할인 대구재무감독국 경주재무서에서 9품 관리로 근무 중이었다.
1910년에는 한일 병합 조약으로 조선총독부 체제가 출범하였다. 원정한은 1912년에 한국병합기념장을 받았고, 1913년에는 경상북도 영천군 군수로 발령받아 총독부 관리로 임용되었다. 이때 정8위에 서위되어 있었다.
이후 함경북도 경원군 군서기와 강원도 도속을 거쳤다. 1920년대 초반까지 총독부 관리로 재직하다가 퇴직하였으며, 퇴관 후에는 전라남도 재무부 세무과의 촉탁으로 근무했다. 퇴관 당시 공훈은 종7위였다.
민족문제연구소가 2008년에 공개한 민족문제연구소의 친일인명사전 수록예정자 명단 중 관료 부문에 포함되었다.

## 참고자료
- 원정한(元鼎漢) - 국사편찬위원회